# Iker Lecuona
Iker Lecuona Gascón (Valencia, 6 gennaio 2000) è un pilota motociclistico spagnolo.

## Carriera

### Gli inizi
Inizia a correre nella categoria Moto2 del campionato spagnolo nel 2015, si classifica diciottesimo.
Nel 2016 corre nella categoria Moto2 del motomondiale i Gran Premi di Gran Bretagna e San Marino in sostituzione dell'infortunato Dominique Aegerter sulla Kalex del team CarXpert Interwetten, per poi prenderne definitivamente il posto dal Gran Premio del Giappone. Contestualmente al mondiale, gareggia nel CEV Moto2 dove si classifica al sesto posto.

### Motomondiale
Nel 2017 corre nello stesso team; il compagno di squadra è Jesko Raffin. Totalizza 2 punti con il quattordicesimo posto in Malesia ottenendo il 35º posto finale. In questa stagione è costretto a saltare i Gran Premi di Qatar, Argentina e Americhe per la frattura di clavicola, ulna e radio sinistri rimediata in un test prestagionale e i Gran Premi di Francia e Italia per una nuova frattura alla clavicola rimediata nelle prove libere del GP di Francia.
Nel 2018 corre con la KTM del team Swisse Innovative Investors; il compagno di squadra è Sam Lowes. Ottiene il suo primo podio nel motomondiale a Valencia e conclude la stagione al 12º posto con 80 punti.
Nel 2019 guida la KTM del team American Racing; il compagno di squadra è Joe Roberts. Ottiene un terzo posto in Thailandia e chiude la stagione con 90 punti iridati. Il 24 Ottobre 2019 viene annunciato il suo passaggio in MotoGP per la stagione 2020 alla guida di una KTM del team Red Bull KTM Tech 3. In occasione del GP di Valencia anticipa il suo passaggio in MotoGP proprio con il team Tech 3 in sostituzione di Miguel Oliveira, infortunato; non ottiene punti, ritirandosi dalla gara per una caduta.

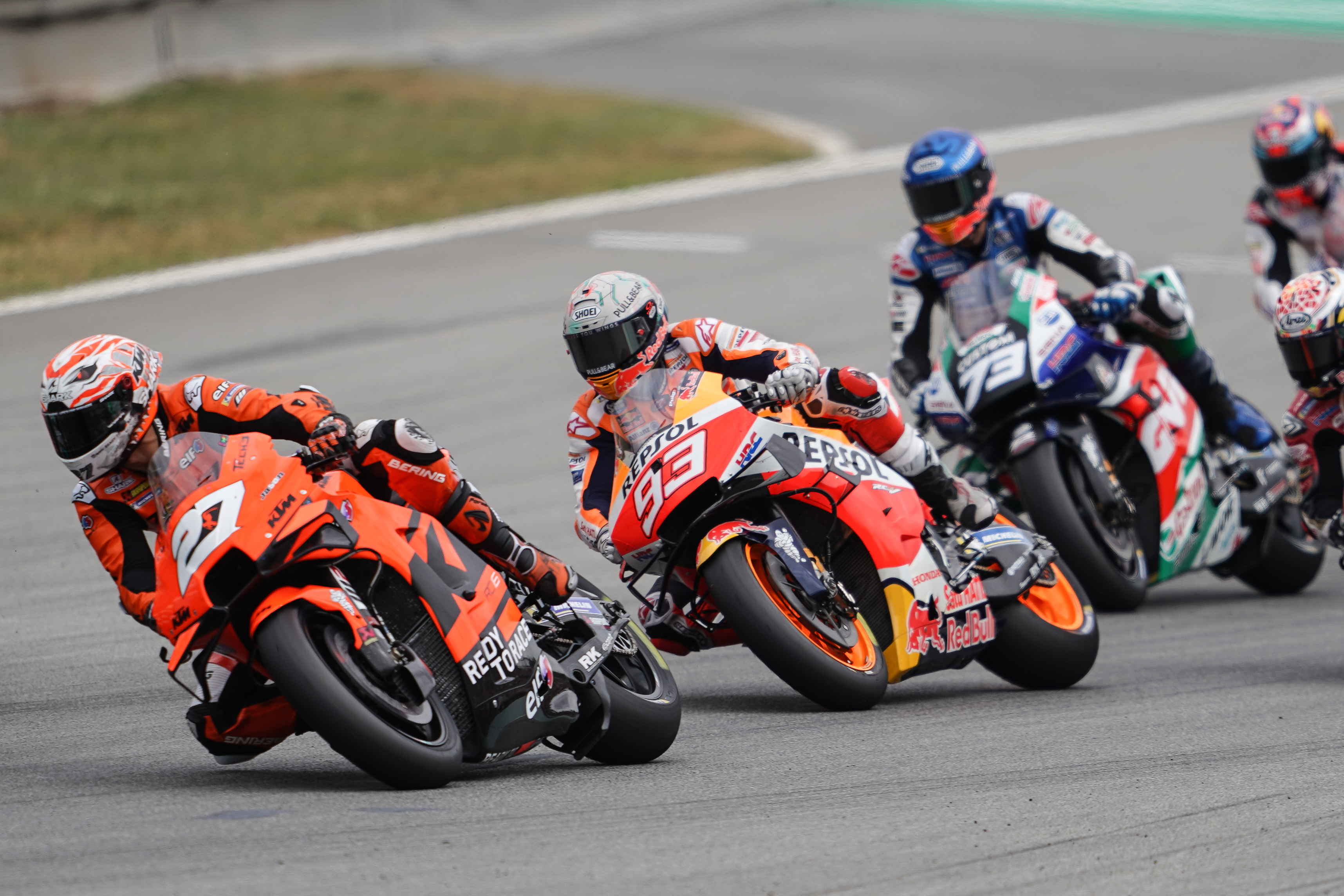
Lecuona, momentaneamente davanti a Marc Márquez, in una fase di gara del 2021.

Nel 2020 è costretto a saltare i Gran Premi di Comunità Valenciana e Portogallo per la positività al SARS-CoV-2, con i punti fino ad allora ottenuti, chiude al ventesimo posto in classifica piloti. Nel 2021 rimane nello stesso team, con compagno di squadra Danilo Petrucci. Ottiene come miglior risultato un sesto posto in Austria e chiude la stagione al ventesimo posto con 39 punti.

### Mondiale Superbike
Dopo la scelta del team Tech 3 di puntare per il 2022 su Remy Gardner e Raúl Fernández, provenienti dalla Moto2, accetta l’offerta del team HRC per correre nel campionato mondiale Superbike. Il compagno di squadra è Xavi Vierge. In occasione del Gran Premio di Assen ottiene il primo podio mentre al Gran Premio di Barcellona fa siglare la pole position. Pur dovendo saltare il Gran Premio d'Australia, ultima tappa del mondiale Superbike, per infortunio, riesce a chiudere al nono posto in campionato risultando il miglior esordiente.
Sempre nel 2022 partecipa alla 8 Ore di Suzuka con Tetsuta Nagashima e Takumi Takahashi a bordo di una Honda CB R1000 RR-RSP del team HRC, ottenendo la vittoria. Nel 2023 gareggia con la stessa squadra della stagione precedente. Totalizza 143 punti con cui si classifica tredicesimo tra i piloti. Nel 2023 inoltre, parallelamente alla Superbike, sostituisce per sette Gran Premi i piloti titolari dei team Honda in MotoGP andando a sfiorare la zona punti alcune occasioni.
Nel 2024, dopo un inizio stentato per qualche problema fisico, torna ad andare regolarmente a punti con le prestazioni della CBR1000RR-R che migliorano nettamente dal Gran Premio di Magny-Cours. Sale sul podio in occasione del Gran Premio dell'Estoril (in gara uno) e chiude la stagione al dodicesimo posto.

## Risultati in gara

### Motomondiale
| 2016 | Classe | Moto  |  |  |  |  |  |  |  |  |  |  |  |    |    |  |     |     |    |    |  |  | Punti | Pos. |
| ---- | ------ | ----- |  |  |  |  |  |  |  |  |  |  |  | -- | -- |  | --- | --- | -- | -- |  |  | ----- | ---- |
| 2016 | Moto2  | Kalex |  |  |  |  |  |  |  |  |  |  |  | 19 | 21 |  | Rit | Rit | 22 | 24 |  |  | 0     |      |

| 2017 | Classe | Moto  |  |  |    |     |    |  |    |    |    |    |    |     |     |    |    |    |    |    |  |  | Punti | Pos. |
| ---- | ------ | ----- |  |  | -- | --- | -- |  | -- | -- | -- | -- | -- | --- | --- | -- | -- | -- | -- | -- |  |  | ----- | ---- |
| 2017 | Moto2  | Kalex |  |  | NP | Rit | NP |  | 24 | 23 | 21 | 19 | 21 | Rit | Rit | 21 | 17 | 20 | 14 | 18 |  |  | 2     | 35º  |

| 2018 | Classe | Moto |     |    |   |   |     |    |    |    |    |    |    |    |    |    |   |   |     |     |   |  | Punti | Pos. |
| ---- | ------ | ---- | --- | -- | - | - | --- | -- | -- | -- | -- | -- | -- | -- | -- | -- | - | - | --- | --- | - |  | ----- | ---- |
| 2018 | Moto2  | KTM  | Rit | 11 | 5 | 9 | Rit | 13 | 10 | 16 | 19 | 13 | 10 | AN | 16 | 14 | 7 | 8 | Rit | Rit | 2 |  | 80    | 12º  |

| 2019 | Classe | Moto |     |   |     |    |   |     |     |    |     |    |   |    |    |   |   |     |   |   |  |  | Punti | Pos. |
| ---- | ------ | ---- | --- | - | --- | -- | - | --- | --- | -- | --- | -- | - | -- | -- | - | - | --- | - | - |  |  | ----- | ---- |
| 2019 | Moto2  | KTM  | Rit | 4 | Rit | 10 | 9 | Rit | Rit | 15 | Rit | 10 | 8 | 11 | 21 | 7 | 3 | Rit | 7 | 6 |  |  | 90    | 12º  |

| 2019 | Classe | Moto |  |  |  |  |  |  |  |  |  |  |  |  |  |  |  |  |  |  |     |  | Punti | Pos. |
| ---- | ------ | ---- |  |  |  |  |  |  |  |  |  |  |  |  |  |  |  |  |  |  | --- |  | ----- | ---- |
| 2019 | MotoGP | KTM  |  |  |  |  |  |  |  |  |  |  |  |  |  |  |  |  |  |  | Rit |  | 0     |      |

| 2020 | Classe | Moto |    |     |     |     |   |    |    |     |    |    |    |   |  |     |     |  |  |  |  |  | Punti | Pos. |
| ---- | ------ | ---- | -- | --- | --- | --- | - | -- | -- | --- | -- | -- | -- | - |  | --- | --- |  |  |  |  |  | ----- | ---- |
| 2020 | MotoGP | KTM  | NE | Rit | Rit | Rit | 9 | 10 | 14 | Rit | 14 | 15 | 14 | 9 |  | Inf | Inf |  |  |  |  |  | 27    | 20º  |

| 2021 | Classe | Moto |    |     |    |    |   |    |     |    |     |    |   |   |    |     |    |     |     |    |  |  | Punti | Pos. |
| ---- | ------ | ---- | -- | --- | -- | -- | - | -- | --- | -- | --- | -- | - | - | -- | --- | -- | --- | --- | -- |  |  | ----- | ---- |
| 2021 | MotoGP | KTM  | 17 | Rit | 15 | 17 | 9 | 11 | Rit | 17 | Rit | 15 | 6 | 7 | 11 | Rit | 16 | Rit | Rit | 15 |  |  | 39    | 20º  |

| 2023 | Classe | Moto  |  |  |  |    |  |  |  |     |    |    |    |  |  |  |  |  |  |    |     |  | Punti | Pos. |
| ---- | ------ | ----- |  |  |  | -- |  |  |  | --- | -- | -- | -- |  |  |  |  |  |  | -- | --- |  | ----- | ---- |
| 2023 | MotoGP | Honda |  |  |  | 16 |  |  |  | Rit | 17 | 20 | 16 |  |  |  |  |  |  | 16 | Rit |  | 0     |      |

| Legenda | 1º posto        | 2º posto            | 3º posto            | A punti      | Senza punti        | Grassetto – Pole position Corsivo – Giro più veloce |
| Legenda | Gara non valida | Non qual./Non part. | Ritirato/Non class. | Squalificato | '-' Dato non disp. | Grassetto – Pole position Corsivo – Giro più veloce |

### Campionato mondiale Superbike
| 2022 | Moto  |   |   |    |   |   |   |   |   |   |   |   |   |   |   |    |   |   |     |   |    |    |   |     |   |    |    |    |   |   |   |    |    |    |     |     |     |  |  |  |  |  |  | Punti | Pos. |
| ---- | ----- | - | - | -- | - | - | - | - | - | - | - | - | - | - | - | -- | - | - | --- | - | -- | -- | - | --- | - | -- | -- | -- | - | - | - | -- | -- | -- | --- | --- | --- |  |  |  |  |  |  | ----- | ---- |
| 2022 | Honda | 6 | 8 | 10 | 5 | 5 | 3 | 6 | 4 | 6 | 9 | 5 | 5 | 8 | 7 | 10 | 8 | 7 | Rit | 9 | 11 | 10 | 6 | Rit | 8 | 11 | 12 | 22 | 4 | 6 | 7 | NP | NP | NP | Inf | Inf | Inf |  |  |  |  |  |  | 189   | 9º   |

| 2023 | Moto  |   |   |   |    |    |   |     |    |     |   |   |   |   |    |    |     |    |    |     |    |    |   |    |    |    |    |    |    |   |   |   |   |   |   |    |    |  |  |  |  |  |  | Punti | Pos. |
| ---- | ----- | - | - | - | -- | -- | - | --- | -- | --- | - | - | - | - | -- | -- | --- | -- | -- | --- | -- | -- | - | -- | -- | -- | -- | -- | -- | - | - | - | - | - | - | -- | -- |  |  |  |  |  |  | ----- | ---- |
| 2023 | Honda | 6 | 8 | 6 | 12 | 16 | 9 | Rit | 11 | Rit | 6 | 4 | 9 | 8 | NC | NP | Rit | 13 | 14 | Rit | 13 | 10 | 5 | 10 | 12 | 14 | 12 | 11 | 10 | 6 | 6 | 8 | 5 | 7 | 9 | 13 | 16 |  |  |  |  |  |  | 143   | 13º  |

| 2024 | Moto  |    |    |    |    |    |     |    |    |    |    |   |   |    |    |    |     |    |    |    |    |    |   |   |    |   |   |   |   |   |   |   |   |     |   |     |    |  |  |  |  |  |  | Punti | Pos. |
| ---- | ----- | -- | -- | -- | -- | -- | --- | -- | -- | -- | -- | - | - | -- | -- | -- | --- | -- | -- | -- | -- | -- | - | - | -- | - | - | - | - | - | - | - | - | --- | - | --- | -- |  |  |  |  |  |  | ----- | ---- |
| 2024 | Honda | NP | NP | NP | 13 | 21 | Rit | NP | NP | NP | 10 | 7 | 9 | 13 | 17 | 14 | Rit | 14 | 10 | 12 | 14 | 13 | 6 | 7 | 10 | 4 | 5 | 6 | 6 | 7 | 8 | 3 | 8 | Rit | 5 | Rit | NP |  |  |  |  |  |  | 134   | 12º  |

| 2025 | Moto  |    |     |     |    |   |   |   |    |   |     |     |   |   |   |   |   |   |   |     |     |    |     |    |    |  |  |  |  |  |  |  |  |  |  |  |  |  |  |  |  |  |  | Punti | Pos. |
| ---- | ----- | -- | --- | --- | -- | - | - | - | -- | - | --- | --- | - | - | - | - | - | - | - | --- | --- | -- | --- | -- | -- |  |  |  |  |  |  |  |  |  |  |  |  |  |  |  |  |  |  | ----- | ---- |
| 2025 | Honda | NQ | Inf | Inf | 11 | 9 | 8 | 5 | 14 | 7 | Rit | Rit | 6 | 7 | 6 | 7 | 9 | 9 | 6 | Rit | Rit | 10 | Rit | NP | NP |  |  |  |  |  |  |  |  |  |  |  |  |  |  |  |  |  |  | 90    |      |

| Legenda | 1º posto        | 2º posto            | 3º posto           | A punti      | Senza punti        | Grassetto – Pole position Corsivo – Giro più veloce |
| Legenda | Gara non valida | Non qual./Non part. | Ritirato/Non class | Squalificato | '-' Dato non disp. | Grassetto – Pole position Corsivo – Giro più veloce |